# Qward
Qward è un pianeta immaginario dell'universo fumettistico DC, creato da John Broome su Green Lantern (vol. 2) n. 2 nel gennaio 1961.
È un pianeta atipico in quanto non si trova nell'universo usuale, ma nell'universo di antimateria, ed è stato regnato dall'Anti-Monitor (versione nell'antimateria di Monitor); i suoi abitanti, umanoidi calvi e dagli occhi sporgenti, hanno creato l'anello giallo per Sinestro (storico nemico ed ex membro delle Lanterne Verdi).
Attualmente Qward è il quartier generale del Sinestro Corps, la squadra di super-criminali dall'anello giallo che combatte contro le Lanterne Verdi (con l'anello verde).